# Kristiyan Kochilov
Kristiyan Kochilov (Bulgarian: Кристиян Кочилов; sinh 3 tháng 4 năm 1990) là một cầu thủ bóng đá Bulgaria thi đấu ở vị trí tiền vệ cho Vitosha Bistritsa.

## Sự nghiệp

### Vitosha Bistritsa
Kochilov gia nhập Vitosha Bistritsa năm 2015 từ Slivnishki Geroy. An ra mắt chuyên nghiệp cho đội bóng ngày 22 tháng 7 năm 2017 trong trận đấu trước Cherno More Varna.